# Dolní Chvatliny
Dolní Chvatliny é uma comuna checa localizada na região da Boêmia Central, distrito de Kolín.